# Kasteel van Loches
Het Kasteel van Loches (Frans: Château de Loches) is gelegen in het Franse departement Indre-et-Loire in de Loirevallei. De bouw is begonnen in de 9e eeuw. Het kasteel is gelegen op meer dan 480 meter boven de rivier Indre en domineert daardoor het dorp Loches.
Het kasteel is veroverd en bezet geweest door Hendrik II van Engeland en zijn zoon Richard I van Engeland (Richard I Leeuwenhart) gedurende de 12e eeuw. Het weerstond de aanvallen van koning Filips II van Frankrijk in de oorlog tussen beide landen om de heerschappij van Frankrijk. Uiteindelijk werd het kasteel heroverd door koning Filips II van Frankrijk in 1205. In zijn opdracht werd het kasteel omgebouwd tot een gigantisch militair fort.
Het kasteel zou een van de favoriete verblijven van koning Karel VII van Frankrijk worden. Hij schonk het aan zijn maîtresse Agnès Sorel als haar verblijf. Door koning Lodewijk XI van Frankrijk werd het, nadat hij er was opgegroeid, verbouwd tot staatsgevangenis, omdat hij de voorkeur gaf aan het koninklijk Kasteel van Amboise.
Gedurende de Amerikaanse Onafhankelijkheidsoorlog tegen de Engelsen, gefinancierd en gesteund door Frankrijk, gebruikte koning Lodewijk XVI van Frankrijk het kasteel als gevangenis voor Engelse krijgsgevangenen.
In de tijd van de Franse Revolutie is het kasteel zwaar beschadigd geraakt. In 1806 begon de grote restauratie maar vandaag de dag zijn er nog steeds delen als ruïne zichtbaar.
Tegenwoordig is het eigendom van de gemeente Loches en is het, samen met het klooster Saint-Ours, open voor het publiek.